# Highlands Ranch, Colorado
Highlands Ranch är en ort (CDP) i Douglas County, i delstaten Colorado, USA. Enligt United States Census Bureau har orten en folkmängd på 96 713 invånare (2010) och en landarea på 62,8 km².